# Turburea, Gorj
Turburea este satul de reședință al comunei cu același nume din județul Gorj, Oltenia, România.